# Marash Peak
Der Marash Peak (englisch; bulgarisch връх Мараш wrach Marasch) ist ein 800 m hoher Berg an der Nordenskjöld-Küste des Grahamlands auf der Antarktischen Halbinsel. Er ragt 2,6 km ostsüdöstlich des Batkun Peak, 9,16 km südsüdwestlich des Gusla Peak, 7,69 km nordnordwestlich des Fothergill Point und 4,71 km nordöstlich des Kableshkov Ridge im östlichen Teil des Grivitsa Ridge in den südöstlichen Ausläufern des Detroit-Plateaus auf. Der Darwari-Gletscher liegt nördlich und östlich, der Sajtschar-Gletscher südwestlich und südlich von ihm.
Britische Wissenschaftler kartierten ihn 1978. Die bulgarische Kommission für Antarktische Geographische Namen benannte ihn 2011 nach der Ortschaft Marasch im Nordosten Bulgariens.